# Mz
Mz – wąskotorowy wagon silnikowy wyprodukowany przez Zakłady Ostrowieckie w liczbie 7 sztuk w latach 1937–1939 według projektu Ludwika Ebermanna. Używany do lat 50. i 60. XX w. na kolejach wąskotorowych w Polsce, w tym na kolejce mareckiej, nasielskiej, sochaczewskiej (do 1953), gdańskiej (Lisewo Wąskotorowe), nałęczowskiej i wieluńskiej.
Były to pojazdy dwuosiowe, jednokierunkowe, z silnikiem Diesla i napędem na jedną oś. Wagon ten był zbudowany na prześwit 750 mm, jednakże dwa egzemplarze wyprodukowane w 1937 dla kolejki mareckiej oznaczone jako Mz-101 i Mz-102 miały też wózki o prześwicie 800 mm. Wagony od Mz 104 do Mz 107 w 1955 przebudowano instalując w nich silniki o mocy 85 KM i przekładnie z samochodu Star 20, co spowodowało, że awaryjność pojazdów zmalała.